# 마담 산드라
《마담 산드라》(Fiebre , Fever)는 아르헨티나에서 제작된 아만도 보 감독의 1971년 드라마 섹스플로이테이션 영화이다. 이사벨 살리 등이 주연으로 출연하였고 아만도 보 등이 제작에 참여하였다.

## 출연

### 주연
- 이사벨 살리

### 조연
- 아만도 보